# Bundesautobahn 64
Bundesautobahn 64 (em português: Auto-estrada Federal 64) ou A 64, é uma auto-estrada na Alemanha.
A Bundesautobahn 64 tem 14 km de comprimento.

## Estados
Estados percorridos por esta auto-estrada:
- Renânia-Palatinado